# Плавання на Чемпіонаті Європи з водних видів спорту 2018 — естафета 4x200 метрів вільним стилем (чоловіки)
Змагання з плавання в естафеті 4x200 метрів вільним стилем серед чоловіків на Чемпіонаті Європи з водних видів спорту 2018 відбулися 5 серпня.

## Рекорди
|                   | Країна | Час     | Місто    | Дата           |
| ----------------- | ------ | ------- | -------- | -------------- |
| Світовий рекорд   | США    | 6:58.55 | Рим      | 31 липня 2009  |
| Рекорд Європи     | Росія  | 6:59.15 | Рим      | 31 липня 2009  |
| Рекорд чемпіонату | Росія  | 7:06.71 | Будапешт | 14 серпня 2010 |

Під час цих змагань встановлено такі рекорди:
| Дата     | Дисципліна | Країна          | Час     | Рекорд |
| -------- | ---------- | --------------- | ------- | ------ |
| 5 серпня | Фінал      | Велика Британія | 7:05.32 | CR     |

## Результати

### Попередні запливи
| Місце | Заплив | Доріжка | Країна          | Плавці | Час     | Примітки |
| ----- | ------ | ------- | --------------- | --- | ------- | -------- |
| 1     | 2      | 1       | Росія           | Мартін Малютін (1:47.54) В'ячеслав Андрусенко (1:48.14) Данило Ізотов (1:46.18) Михайло Вековішчев (1:47.14)    | 7:09.00 | Q        |
| 2     | 1      | 2       | Велика Британія | Стівен Мілн (1:48.64) Камерон Курле (1:49.08) Томас Дін (1:47.64) Калум Джарвіс (1:46.55)                       | 7:11.91 | Q        |
| 3     | 1      | 5       | Італія          | Стефано Ді Кола (1:49.58) Маттео Чіампі (1:47.11) Алессіо Проєтті Колонна (1:47.76) Маттіа Цуін (1:48.01)       | 7:12.46 | Q        |
| 4     | 1      | 1       | Німеччина       | Пол Зеллманн (1:48.05) Маріус Зобель (1:49.83) Геннінг Мюллейтнер (1:48.03) Якоб Гейдманн (1:46.84)             | 7:12.75 | Q        |
| 5     | 2      | 5       | Нідерланди      | Кайл Столк (1:48.71) Стен Пієненбург (1:48.86) Феррі Веертман (1:48.96) Мартен Брзосковскі (1:48.33)            | 7:14.86 | Q        |
| 6     | 1      | 6       | Франція         | Александре Дараче (1:49.07) Джордан Потейн (1:48.50) Роман Фуч (1:48.52) Лоріс Бореллі (1:49.17)                | 7:15.26 | Q        |
| 7     | 2      | 7       | Швеція          | Віктор Йоганссон (1:48.67) Робін Гансон (1:48.45) Густаф Дальман (1:49.55) Адам Паульссон (1:48.88)             | 7:15.55 | Q        |
| 8     | 2      | 6       | Іспанія         | Сезар Кастро (1:48.35) Алекс Рамос (1:48.76) Мігель Дюран (1:49.91) Марк Санчез (1:48.63)                       | 7:15.65 | Q        |
| 9     | 2      | 3       | Угорщина        | Балаш Холло (1:50.10) Адам Телегді (1:48.93) Беньямін Гратс (1:50.21) Бенце Бічо (1:48.95)                      | 7:18.19 |          |
| 10    | 1      | 3       | Бельгія         | Себастьєн Де Мулемеестер (1:49.15) Александре Маркорт (1:51.25) Томас Тійс (1:49.67) Лоренц Вейреманс (1:48.68) | 7:18.75 |          |
| 11    | 1      | 7       | Ізраїль         | Даніель Намір (1:50.19) Денис Локтєв (1:48.83) Давід Гамбург (1:50.91) Йонатан Батша (1:52.78)                  | 7:22.71 |          |
| 12    | 2      | 4       | Литва           | Данас Рапсіс (1:49.36) Сімонас Біліс (1:50.31) Томас Сунгайла (1:52.50) Повілас Страждас (1:51.34)              | 7:23.51 |          |
| 13    | 1      | 4       | Польща          | Ян Голуб (1:49.24) Філіп Заборовський (1:49.17) Якуб Краска Каспер Майчржак                                     | DSQ     |          |

### Фінал[1]
| Місце | Доріжка | Країна          | Плавці                                                                                                   | Час     | Примітки |
| ----- | ------- | --------------- | --- | ------- | -------- |
| 1     | 3       | Велика Британія | Калум Джарвіс (1:47.17) Данкан Скотт (1:45.48) Томас Дін (1:47.07) Джеймс Гай (1:45.60)                  | 7:05.32 | CR       |
| 2     | 4       | Росія           | Михайло Вековішчев (1:46.78) Мартін Малютін (1:46.84) Данило Ізотов (1:46.86) Михайло Довгалюк (1:46.18) | 7:06.66 |          |
| 3     | 5       | Італія          | Алессіо Проєтті Колонна (1:48.20) Філіппо Меглі (1:45.44) Маттео Чіампі (1:46.49) Маттіа Цуін (1:47.45)  | 7:07.58 |          |
| 4     | 6       | Німеччина       | Даміан Віерлінг (1:48.86) Геннінг Мюллейтнер (1:46.94) Пол Зеллманн (1:47.57) Якоб Гейдманн (1:45.94)    | 7:09.31 |          |
| 5     | 8       | Іспанія         | Сезар Кастро (1:47.85) Алекс Рамос (1:48.14) Марк Санчез (1:48.63) Мігель Дюран (1:48.45)                | 7:13.07 |          |
| 6     | 7       | Франція         | Джордан Потейн (1:48.94) Александре Дараче (1:48.32) Роман Фуч (1:47.88) Джонатан Атсу (1:47.98)         | 7:13.12 |          |
| 7     | 2       | Нідерланди      | Кайл Столк (1:48.46) Феррі Веертман (1:48.75) Стен Пієненбург (1:48.16) Мартен Брзосковскі (1:48.09)     | 7:13.46 |          |
| 8     | 1       | Швеція          | Віктор Йоганссон (1:48.68) Робін Гансон (1:48.56) Густаф Дальман (1:47.84) Адам Паульссон (1:48.95)      | 7:14.03 |          |